# ゲルト・ホルンベルガー
ゲルト・ホルンベルガー（Gerd Hornberger、1910年2月17日 - 1988年9月13日）は、ドイツの陸上競技選手。1936年ベルリンオリンピックの銅メダリストである。ラインラント＝プファルツ州ズュートヴェストプファルツ郡ヴァルトフィッシュバッハ＝ブルガルベン出身。

## 経歴
ホルンベルガーは1930年代に活躍したドイツの男子短距離選手である。陸上を始めたのは20歳を過ぎてからであったが、2年後にはドイツ国内でトップランナーの仲間入りを果たし、1934年のヨーロッパ選手権では4×100mリレーでドイツの第3走者を務め、優勝に貢献した。
1936年のベルリンオリンピックでも4×100mリレーでドイツのアンカーを務め、ヴィルヘルム・ライヒュム、エーリッヒ・ボルフマイヤー、エルヴィン・ギルマイスターとともに金メダルを獲得した。
戦後は、地元プファルツ地方の陸上競技の再建に大きく貢献した。1970年まで地元の陸連の会長を務め、また1948年から1973年まで西ドイツ陸連の委員としても活躍した。

## 主な実績
| 年   | 大会                 | 場所             | 種目         | 結果      | 記録  |
| ---- | -------------------- | ---------------- | ------------ | --------- | ----- |
| 1934 | ヨーロッパ陸上選手権 | トリノ(イタリア) | 100m         | 6位       | 11秒0 |
| 1934 | ヨーロッパ陸上選手権 | トリノ(イタリア) | 4×100mリレー | 1位       | 41秒0 |
| 1936 | オリンピック         | ベルリン(ドイツ) | 100m         | 4位（qf） | -     |
| 1936 | オリンピック         | ベルリン(ドイツ) | 4×100mリレー | 3位       | 41秒2 |
| 1938 | ヨーロッパ陸上選手権 | パリ(フランス)   | 4×100mリレー | 1位       | 40秒9 |